# 船帆座事件
船帆座事件（英語：Vela Incident），又称维拉事件或南大西洋闪光事件，指美国核爆炸探测卫星船帆座（Vela）于1979年9月22日格林威治标准时间零时53分探测到南大西洋和印度洋交界处发生“双闪”的事件。这次事件引起多个组织的数年调查，成为以色列可能拥有核武器的“证据”之一，但事件的原因至今仍是谜团。

## 船帆座号卫星系统
船帆座号卫星系统，是美国国防部和美国原子能委员会联合实施的船帆座计划（Project Vela）一部分，它由12颗卫星组成，陆续于1963年10月到1970年4月间发射升空，装备有X射线探测器、γ射线探测器、中子探测器、可见光敏感器、电磁脉冲敏感器等传感元件，可探测近地和大气核爆炸。在冷战时期，它主要被用来监控苏联有无违反《部分禁止核试验条约》的核活动。

## 事件经过
1979年9月22日格林威治标准时间零时53分，船帆座卫星系统中的6911号卫星探测到南大西洋和印度洋交界处爱德华王子群岛与克罗泽群岛之间的区域发生双闪（一道快而明亮，一道长且稍微暗淡），而双闪正是核爆炸的典型现象。美国核武情报小组随即认定，在该区域发生了未公开的核爆炸，推测核爆物质有2到3千吨。但后来美国政府声称，事件发生后美国空军派出25架次WC-135核侦察机赶到了事发海域进行情报搜集，并没有发现任何爆炸或放射迹象。
无独有偶，美国康奈尔大学设立于波多黎各的阿雷西博天文台回报了类似的信息。1979年9月下旬，天文台利用射电望远镜观测研究阿特拉斯火箭升空对电离层的影响时，意外探测到南非附近发散出奇怪的波动，而当时附近并没有引起这种波动的风暴或地震。康奈尔大学的科学家进而分析，在南大西洋上可能发生了小型核爆炸。而根据日媒近期披露的消息称，日本设于南极昭和基地的地震计曾于1979年9月22日检测到南非当地时间17时至17时15分左右，在南非1800公里以南海域发生爆炸，并引发了震级3.1到3.7级的地震，爆炸规模为3000吨TNT当量，其检测到的波形疑似海中核试验。

## 原因假说

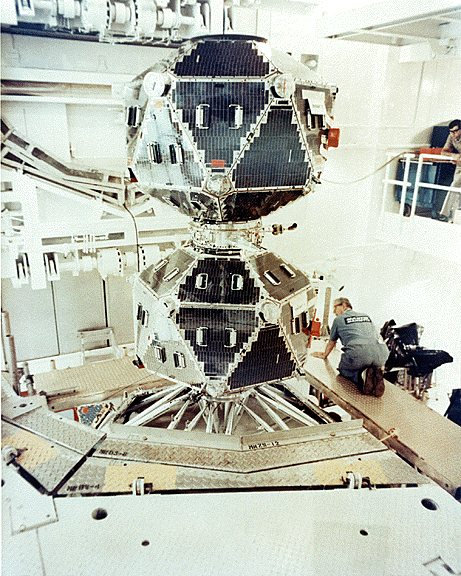
发射前的船帆座-5A/B 卫星

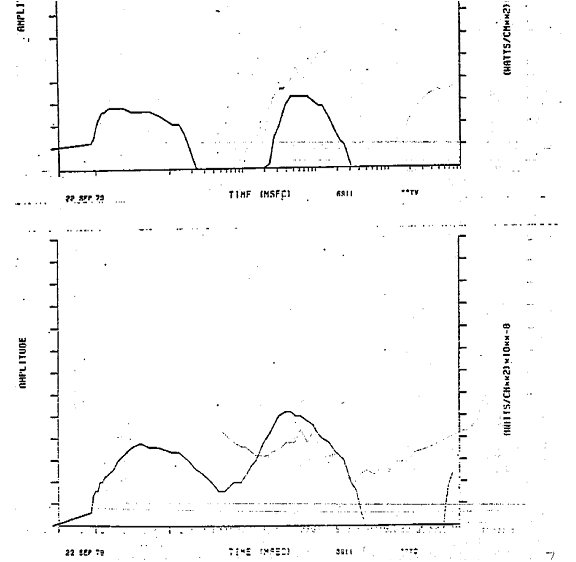
由船帆座号卫星6911的一对传感器在1979年9月22日探测到的双闪光的模式。

### 流星体撞击
1980年5月23日，由美国总统吉米·卡特所組織調查團隊判定船帆座卫星没有侦测到核爆炸，而是一次小流星体撞击卫星导致的错误记录。卡特总统倾向于支持该结论，尽管国防情报局排除了这个结论，因为这样撞击的几率为千亿分之一。除了国防情报局，包括海军研究实验室和洛斯阿拉莫斯国家实验室在内的其他部门和机构亦不同意这一结论。

### 核子試驗疑雲
一些軍事情報來源則指稱核試驗秘密研究小組認為該事件有90%的機率是核試驗導致的。媒體普遍猜測，船帆座事件極有可能與以色列或南非的核子試驗有關。1970年代，以色列、南非、中华民国都在尋求避開美、蘇以及國際社會干預，以獨立或合作形式開發核武器，這幾個國家之間多少也有些合作。
1950年代末，南非制定了核研究發展計畫，並於1969年獲得較為成熟的核技術，在普利托里亞郊外的佩林達巴地區建起一座小規模濃縮鈾實驗工廠（“Y-工廠”）。1978年1月，“Y-工廠”生產出第一批高濃縮鈾，1979年10月，南非第一件可供裝載儀器用於地下核子試驗的核裝置建成，而1979年9月發生的船帆座事件時間點正處在兩者之間。同時，1979年11月，美國參議院核爆炸調查小組發現，南非駐美國使館武官曾在華盛頓國家技術情報處圖書館訂購過核爆炸監察和反監察相關資料。1977年，南非曾因建在卡拉哈裡沙漠的核子試驗場被蘇聯衛星發現，不得不偷偷尋覓新的試驗基地，而美國曾於1958年在船帆座事件事發海域進行過秘密核子試驗（百眼巨人行動），當時諸多南非科學家曾參與協助，這塊區域理所當然地成為了南非當局的不二之選。
研究以色列核問題的美國學者薩莎·波拉克夫-舒蘭斯基（Sasha Polakow-Suransky）表示，在1979年10月的第一周，美國國務院已經意識到，船帆座事件的始作俑者可能不是南非，而是以色列。
而包括美國記者西莫·赫許在內的一些人士則進一步猜測可能是以色列與南非共同在印度洋進行第三次的核武器試驗，並且指稱印度、以色列和南非的軍事與核專家亦私下搭乘2艘以色列國防軍的軍艦前往視察。
2010年，英國《衛報》披露，薩莎·波拉克夫-舒蘭斯基從南非政府解密的部分檔中獲知，1975年3月31日，南非國防部長PW·博塔與以色列國防部長希蒙·佩雷斯會晤，達成了一份指導兩國軍事合作的協定，南非向以色列購買核彈頭相關零件，而佩雷斯表示可以提供“三種型號”，後由於價格高昂等原因，這份協議未獲實施。南非是鈾礦資源最主要的產地之一，以色列擁有雄厚的人才資源和工業基礎，兩者形成資源互補，合作日益密切。1960年代，以色列已開始將南非的鈾礦運回國內的核工廠。1976年，南非總理巴爾薩澤·約翰內斯·沃斯特與以色列總理伊紮克·拉賓簽訂了《科學技術協定》和一系列秘密檔案。1979年，美國中情局在報告中稱，以色列近年來不僅參與了南非的部分核研究，還提供了各種用於核武器的非核技術。因此一般認為船帆座事件極有可能是以色列聯合南非在海外秘密進行的核實驗，而南非則透過幫助以色列為自身發展核武器積累經驗和技術。而卡特2010年出版的《白宮日記》（White House Diaries）中顯示，他在1980年2月27日寫道，以色列確實在非洲南端的海洋區域進行了核子試驗。

### 卫星误报
船帆座卫星6911号发射于1969年5月23日，而船帆座事件发生时卫星已经服役了十年整，且卫星一电磁脉冲传感器曾于1972年发生故障，虽然该故障已于1978修复，不过也无法排除传感器故障导致卫星误报。

## 阴谋论
记者理查德·罗兹（Richard Rhodes）主张事件原因是以色列与南非合作进行的核爆炸试验，而美国政府有意掩盖这一事实，以避免与南非关系的复杂化。同样，时任美国参议院能源和核扩散问题小组委员会主任伦纳德·韦斯（Leonard Weiss）也认为，大量证据表明事件与以色列有关，他指出卡特出于选战的考量而有意偏袒以色列，为了支持他的核不扩散承诺并取悦犹太人，从而为获取连任机会，致使该事件成为一个谜团。虽然卡特败选，但是后续历届美国政府基于外交政策的需要，继续掩盖了船帆座事件的真相。
事件发生后，南非和以色列当局一直否认与之有关。南非在1994年废除种族隔离制度后，拆除了所有核装置和铀浓缩工厂并承认曾经拥有核武器，1991年7月10日南非正式加入《不扩散核武器条约》，但是直至白人统治结束之后，南非仍然拒绝承认与以色列有过核合作，仅声称第一枚核弹是1979年11月制造出来的。时至今日，以色列方面从未承认或者否认其拥有核武器或者有过发展核武器的计划，但是以色列被公认为是世界上第六个发展和拥有核武器的国家。

## 延伸阅读
- Burton, Myra F.; Howard, Adam M. (编).  (PDF). history.state.gov. XVI (Southern Africa) (Washington, DC: Department of State, Office of the Historian, Bureau of Public Affairs). 2016: 1086–1114  [9 September 2016]. （原始内容 (PDF)存档于2021-03-06）.
- Marshall, E. . Science. 1979-11-30, 206 (4422): 1051–1052. Bibcode:1979Sci...206.1051M. ISSN 0036-8075. PMID 17787470. doi:10.1126/science.206.4422.1051 （英语）.
- Marshall, E. . Science. 1980-02-01, 207 (4430): 504–506. Bibcode:1980Sci...207..504M. ISSN 0036-8075. PMID 17795621. doi:10.1126/science.207.4430.504 （英语）.
- Marshall, E. . Science. 1980-08-29, 209 (4460): 996–997. Bibcode:1980Sci...209..996M. ISSN 0036-8075. PMID 17747218. doi:10.1126/science.209.4460.996 （英语）.
- Press, F. . Science. 1981-01-16, 211 (4479): 249–256. ISSN 0036-8075. doi:10.1126/science.211.4479.249 （英语）.
- Torrey, Lee. . New Scientist. 24 July 1980, 87 (1211): 268  [9 September 2016]. ISSN 0262-4079. OCLC 2378350.
- Weiss, Leonard. . Bulletin of the Atomic Scientists. 8 September 2015  [9 September 2016]. （原始内容存档于2017-10-08）.